# Комбинированная броня

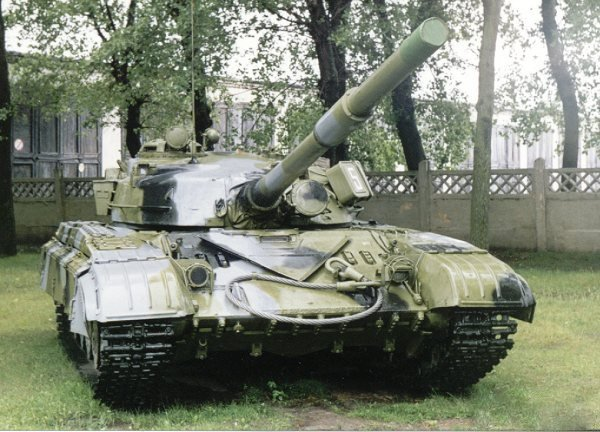
Т-64А — первый в мире серийный танк с комбинированной бронёй

Комбинированная броня, также композитная броня, реже многослойная броня — тип брони, состоящий из двух или большего количества слоёв металлических или неметаллических материалов.

Пассивная защитная система (конструкция), содержащая, как минимум, два различных материала (не считая воздушных промежутков), предназначенная для обеспечения сбалансированной защиты от кумулятивных боеприпасов и боеприпасов кинетического действия, используемых в боекомплекте одной пушки высокого давления.

В послевоенный период основным средством поражения тяжелых бронированных целей (основной боевой танк, ОБТ) становятся кумулятивные средства поражения, представленные, в первую очередь, динамично развивавшимися в 1950—1960-х годах противотанковыми управляемыми ракетами (ПТУР), бронепробивная способность боевых частей которых к началу 1960-х годов превысила 400 мм броневой стали.
Ответ для парирования угрозы со стороны кумулятивных средств поражения был найден в создании многослойной комбинированной брони с более высокой, по сравнению с гомогенной стальной броней, противокумулятивной стойкостью, содержащей материалы и конструктивные решения, в совокупности обеспечивающие повышенную струегасящую способность бронезащиты. В 1970-х годах на Западе были приняты на вооружение и получили распространение бронебойные оперенные подкалиберные снаряды 105 и 120-мм танковых пушек с сердечником из тяжелого сплава, обеспечение защиты от которых оказалось значительно более сложной задачей.
Разработка комбинированной брони для танков была начата практически одновременно в СССР и США во второй половине 1950-х годов и применялась на ряде опытных танков США того периода. Тем не менее, среди серийных танков комбинированная броня была применена на советском основном боевом танке Т-64, производство которого было начато в 1964 году, и использовалась на всех последующих основных боевых танках СССР.
На серийных танках других стран комбинированная броня различных схем появилась в 1979—1980 годах на танках «Леопард 2» и «Абрамс» и с 1980-х годов стала стандартом в мировом танкостроении. В США комбинированная броня для бронекорпуса и башни танка «Абрамс», под общим обозначением «Special Armor», отражавшим гриф секретности проекта, или «Burlington», была разработана Ballistic Research Laboratory (BRL) к 1977 году, включала в себя керамические элементы, и была рассчитана на защиту от кумулятивных боеприпасов (эквивалентная толщина по стали не хуже 600—700 мм), так и бронебойных оперённых снарядов типа БОПС (эквивалентная толщина по стали не хуже 350—450 мм), однако, применительно к последним, не обеспечивала выигрыша по массе в сравнении с равностойкой стальной броней, и на поздних серийных модификациях последовательно наращивалась. Из-за высокой по сравнению с гомогенной бронёй стоимости и необходимости применения броневых преград большой толщины и массы для защиты от современных кумулятивных боеприпасов, применение комбинированной брони ограничивается основными боевыми танками и, реже, основным или навесным дополнительным бронированием БМП и других бронемашин лёгкой категории.

## Противопульная комбинированная броня с керамикой

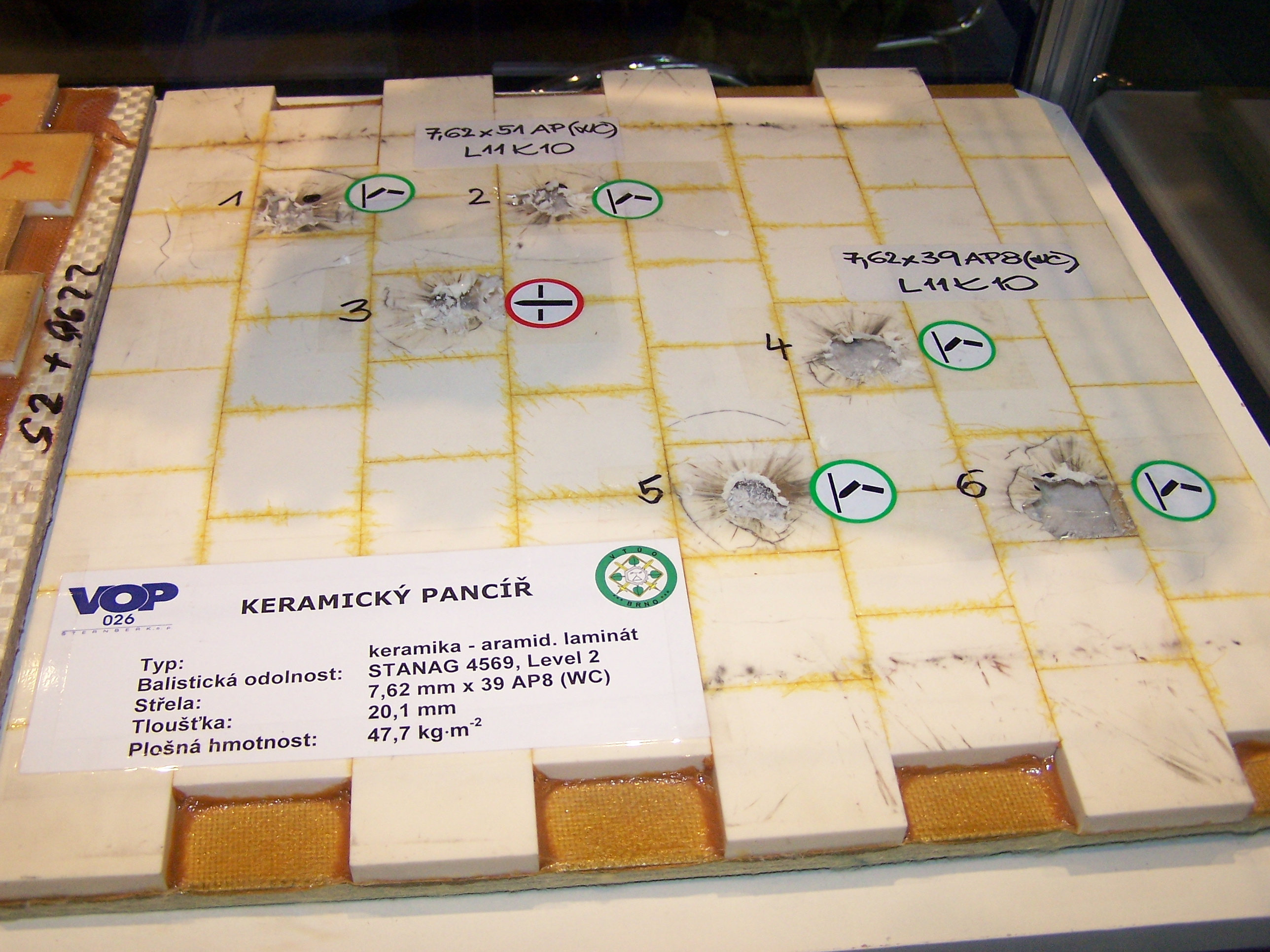
Испытания обстрелом комбинированной брони оксид алюминия-органотекстолит, суммарной толщиной 20 мм и поверхностной плотностью 47,7 кг/м², пулей БЗ патрона 7,62×39 мм согласно требованиям STANAG 4569, уровень 2.

Являясь разновидностью конструктивной брони, комбинированная броня с керамическим лицевым слоем и подложкой из армированного пластика обладает рекордной стойкостью к действию бронебойных пуль при обстреле под малыми углами от нормали, что непосредственно связано с высокой (не менее 70 единиц по шкале HRC) твердостью, малой массовой плотностью керамического слоя. В условиях обстрела комбинированной брони под углами, близкими к нормали, её масса (сравнивается поверхностная плотность, кг/м²) в 2—3 раза меньше массы равностойкой стальной брони высокой твердости. Именно поэтому такая броня первоначально, еще в 1960-е годы, нашла применение для защиты экипажей и некоторых уязвимых агрегатов вертолётов, низкая скорость которых и действие в зонах досягаемости огня пехотного оружия, при практически круговом обстреле, обуславливают благоприятные для этой брони условия взаимодействия с поражающим средством.
Противопульная комбинированная броня состоит из лицевого слоя, выполненного в виде керамических элементов (пластин), и подложки из армированных пластиков. Высокая стойкость такой брони обуславливается эффективным разрушением на высокотвёрдом лицевом слое сердечников бронебойных пуль с последующим удержанием образующихся осколков керамики и сердечника энергоёмким тыльным слоем брони. Принципиальным является характер разрушения керамического слоя брони по типу «конуса разрушения», образованного системой радиальных и кольцевых трещин, направленного в сторону тыльного слоя и увеличивающего присоединенную массу брони. Вместе с тем обширная область разрушений керамического слоя, наряду со значительными деформациями подложки в месте удара, в частности, в виде расслоений слоистых пластиков на значительной площади, обуславливают низкую, в сравнении с гомогенной сталью, живучесть керамической брони при обстреле. В силу указанных причин, на протяжении нескольких десятилетий, область её применения практически ограничивалась объектами, при обстреле бронезащиты которых низкая живучесть не являлась критичным фактором — летательными аппаратами, в первую очередь, вертолётами, и авиационными средствами индивидуальной бронезащиты.

### История создания авиационной комбинированной брони
Толчком к созданию и широкому применению комбинированной брони с керамикой послужили военные действия США в Юго-Восточной Азии 1960-х годов. Массированное применение вертолётов для целей разведки, переброски войск и снаряжения, огневой поддержки и эвакуации раненых, показало их повышенную уязвимость со стороны наземного огня легкого пехотного оружия. Общее число сбитых вертолётов превысило четыре тысячи.
Анализ потерь позволил установить, что в тот период времени, на данном ТВД, основным средством поражения вертолётов являлось лёгкое автоматическое стрелковое оружие калибра 7,62 мм.
Для защиты кабины пилотов, жизненно-важных агрегатов и систем летательных аппаратов США, комбинированная броня с керамикой применяется с 1966 года. В период Вьетнамской войны броня с керамикой была установлена на вертолетах «Bell» UH-1B/C/D, AH-1 «HueyCobra», OH-58, Sikorsky CH-54, на военно-транспортном самолете С-130, тактическом истребителе А-7 «Corsair» и на некоторых других машинах. В ряде случаев броня с керамикой заменила собой уступающую ей по весовой эффективности разнотвёрдую стальную броню DPSA (Dual Property Steel Armor). Так установка на вертолете AH-1G сидения из керамико-пластиковой брони с соотношением слоев: карбид бора 9,6 мм + стеклопластик 6,4 мм, вместо сидения из разнотвердой стали позволило снизить массу последнего на 10,4 кг.
Комбинированная броня марки Starmat (дата регистрации марки 1965 год) компании Aerojet General Corp. с лицевым слоем из корундовой керамики марок AD85 или AD95 и подложкой из алюминиевого сплава 2024-Т4 устанавливалась на первых модификациях вертолетов UH-1 и CH-54, в порядке их оперативной доработки в строевых частях. Бронепанели соединялись внахлестку и крепились непосредственно к трубчатому каркасу сидений первого и второго пилотов вертолета UH-1B. В специальных полозьях по бортам кабины устанавливались сдвижные бронепанели суммарной массой 49,6 кг, каждая панель на стороне соответствующей дверцы кабины. Бронепанели обеспечивали защиту боковой проекции пилота, и сдвигались назад при посадке или высадке экипажа из машины. Суммарная масса бронированного сидения 65 кг. Требованиями по защите экипажа вертолета предусматривалось обеспечение 100-процентного непробития бронезащиты при стрельбе 7,62 мм бронебойной пулей М61 с дистанции 100 ярдов (91 м), угол соударения (от нормали) 15°. Тем самым обеспечивалась защита экипажа вертолёта со стороны днища, бортов и спинки сидений. В последующих конструкциях бронированных сидений компаний Norton, Ceradyne, Simula, Martin-Baker — «Helicopter Armored Crashworthy Seats Mark 1 (HACS 1)» — броня уже входит в конструкцию сидения, чем достигается снижение общей массы конструкции.
Для защиты пилотов с передних направлений обстрела по неотложному запросу был разработан грудной щиток «протектор», из брони HFC, закрывавший грудную часть туловища.
Практически в тот же период в США компанией Goodyear Aerospace Corp. была создана и получила распространение броня HFC (англ. Hard Faced Composite Armor — комбинированная броня с лицевым слоем высокой твердости). В качестве тыльного слоя брони HFC был использован стеклотекстолит на основе жгутовой стеклоткани-ровницы и полиэфирном связующим. Стеклотекстолит разработан Пикатинским арсеналом США.
С 1965 года броня HFC выпускается по военным техническим условиям MIL-A-46103 (MR), первоначально с пластинами корундовой керамики с содержанием оксида алюминия 85 или 95 % — материала, отличавшегося наиболее простой технологией изготовления (прессование и последующее спекание заготовок) и низкой стоимостью. Позднее, по мере освоения более эффективных материалов, и с пластинами на основе карбида кремния или карбида бора. В частности бронезащита экипажа и уязвимых систем вертолета AH-1G обеспечивалась новыми бронированными сидениями со сдвижными боковыми щитками, и установленными локально бронепанелями, из новой комбинированной брони марки Noroc, изготовленными отделением Protective Products Division компании Norton Company, на основе карбида бора и стеклотекстолита. Дата регистрации марки брони 1967 год.
На защитные свойства (противопульную стойкость) комбинированной брони положительное влияние оказывают следующие характеристики керамического материала:
- малые значения массовой плотности керамики — определяет массовые характеристики бронезащиты;
- твердость — определяет эффективность разрушения бронебойного сердечника при взаимодействии с керамикой. В целом желательно, чтобы твердость керамического материалы была выше твердости бронебойного сердечника, а импеданс (или акустическое сопротивление) был максимальным;
- прочность на сжатие — влияет на живучесть брони при обстреле;
- модуль упругости — определяет волновую картину, скорость распространения волн напряжений в преграде;
- вязкость разрушения — определяет живучесть брони при обстреле и её эксплуатационную живучесть;
- характер разрушения керамики (интеркристаллитный или транскристаллитный) — определяет возможности энергопоглощения.

Уровень технологии комбинированной брони с керамикой по состоянию на 1970-е годы
| Материал керамики, марка и метод получения                                       | Массовая плотность, г/см³ | Материал тыльного слоя брони                                                            | Толщина и масса тыльного слоя | Поверхностная плотность брони, кг/м² |
| -------------------------------------------------------------------------------- | ------------------------- | --------------------------------------------------------------------------------------- | ----------------------------- | ------------------------------------ |
| Al2O3 AD85 или AD94 (CoorsTek), прессование и спекание                           | 3,40—3,62                 | Стеклотекстолит из жгутовой стеклоткани, «рогожка» (75%) на полиэфирном связующем (25%) | 6,35 мм; 12 кг/м²             | 42—46                                |
| SiC KT (97 % SiC), Carborundum Co., прессование и спекание, реакционное спекание | 3,1—3,13                  | тоже                                                                                    | 6,35 мм; 12 кг/м²             | 38—42                                |
| B4C, Noroc или Norbide (Norton Co.), горячее прессование                         | 2,48—2,50                 | тоже                                                                                    | 6,35 мм; 12 кг/м²             | 33—36                                |

Во второй половине 1970-х годов удалось за счет изготовления тыльного слоя брони из органотекстолита на основе арамидного волокна марки кевлар дополнительно снизить массу комбинированной брони на 10—12 %. Поскольку лучшие результаты ранее были получены при использовании карбида бора, композиция B4C-органит была выбрана компанией Ceradyne Int. как наиболее перспективная при проектировании бронезащиты кабины вертолёта AH-64, включавшей в себя бронесидения экипажа, боковые щитки, панели пола кабины, а также элементы защиты агрегатов двигателя, гидроусилителей и системы управления вертолётом. Позднее, с 1980-х годов, аналогичную броню использует в конструкции вертолётных бронесидений компания Martin-Baker и другие.
Несколько ранее, с конца 1960-х годов, В США появляются требования по защите экипажей и систем вертолётов от 12,7 мм бронебойных пуль. В 1969 году компания Norton Company разработала комбинированную броню с карбидом бора для защиты от 12,7 мм бронебойных пуль, масса 1 м² брони 59 кг. Предназначалась для защиты экипажа и отдельных узлов опытного ударного вертолёта AH-56 «Cheyenne». Для сопоставимых дальностей стрельбы минимально необходимые массы комбинированной брони составляют порядка 55—64 кг/м², но с учетом принятой тактической дистанции ведения огня по вертолёту 400—500 м, потребные массы брони для защиты от 12,7 мм бронебойных пуль, как правило, не превышают 50—55 кг/м².

#### Средства индивидуальной бронезащиты лётных экипажей
Грудной щиток «протектор» совместно с бронированным сидением экипажа вертолёта позволил обеспечить его круговую защиту в секторе обстрела 360°. Масса щитка 8,5 кг передавалась на кронштейн, расположенный в паховой области сидения, крепление к туловищу осуществлялось плечевыми ремнями. Протектор был выпущен в количестве 500 экземпляров, прошёл лётные испытания, однако не нашёл применения, в силу своей громоздкости и по причине создаваемых помех пилотированию вертолёта. В качестве оперативной замены щитка-протектора был опробован в 1966 году и получил распространение бронежилет Т65 «Aircrewman Body Armor» и его модификации Т65-1 и Т65-2 «Aircrew Torso Armor». На смену последним пришёл унифицированный тремя видами вооружённых сил бронежилет, стандартизованный в 1968 году как «Body Armor, Small Arms Protective, Aircrewman». По выставленным требованиям жилет должен обеспечивать защиту от 7,62 мм бронебойной пули APМ2 патрона 7,62×63 мм с дистанции 91 м, однако в реальных условиях применения показывал лучшую стойкость.
Для изготовления защитных вставок жилета применяли три типа керамических материалов:
- класс 1 — оксид алюминия;
- класс 2 — карбид кремния;
- класс 3 — модифицированный карбид бора.

Защитные вставки класса 1 предназначались для применения только армейской авиацией, вставки классов 2 и 3 применялись авиацией ВМС, ВВС и КМП США. Они отличались массой и стоимостью: масса двух защитных вставок регулярного размера (грудной и спинной) из оксида алюминия составляла 12,7 кг при стоимости 195 $; при изготовлении из модифицированного карбида бора — 9,06 кг и 1018 $, соответственно.
Применительно к средствам индивидуальной бронезащиты, после непродолжительного экспериментирования с формой и размерами составляющих керамический слой элементов, потенциально ориентированного на увеличение живучести брони, в США к началу 1970-х годов пришли к выводу о целесообразности изготовления керамического слоя брони в виде монолитных панелей. При использовании последних обеспечивается устранение отдельных, тщательно подогнанных элементов, и соответственно их стыков — ослабленных мест, что позволяет максимально снизить массу брони. Напротив, в ряде европейских стран создание комбинированных бронепанелей для военной техники и элементов индивидуальной брони с керамикой, преимущественно на основе корунда, с повышенным содержанием оксида алюминия, в виде элементов малых размеров (50×50 мм и аналогичных) оставалось приоритетным еще несколько десятилетий на протяжении 1980—1990-х годов. К ним относится керамико-пластиковая броня Grade 86, Grade 105 компаний Bristol Composite Materials Engineering Ltd. (Великобритания), CeramTec (Германия) и ряд других.
Применительно к индивидуальной броне сухопутных войск, DARPA (в рамах финансирования программ разработки брони ESAPI) «за последнее десятилетие или около того потратила многие миллионы долларов в попытках уменьшить массу индивидуальной брони до уровня 17 кг/м² при минимальных значениях достигнутого снижения».

### Применение

#### В авиации
В настоящее время комбинированная броня установлена на ударных вертолётах AH-64 «Apache», AH-1G, AH-1Q, AH-1S, противотанковых вертолетах А-129 «Mangusta», многоцелевых вертолетах UH-60 «Black Hawk», SA-341/SA-342 «Gazelle», Westland Lynx, лёгком разведывательно-ударном «Bell» OH-58D, разведывательно-ударных «Eurocopter Tiger», опытном Boeing / Sikorsky RAH-66 Comanche и ряде других летательных аппаратов.

#### В наземной технике

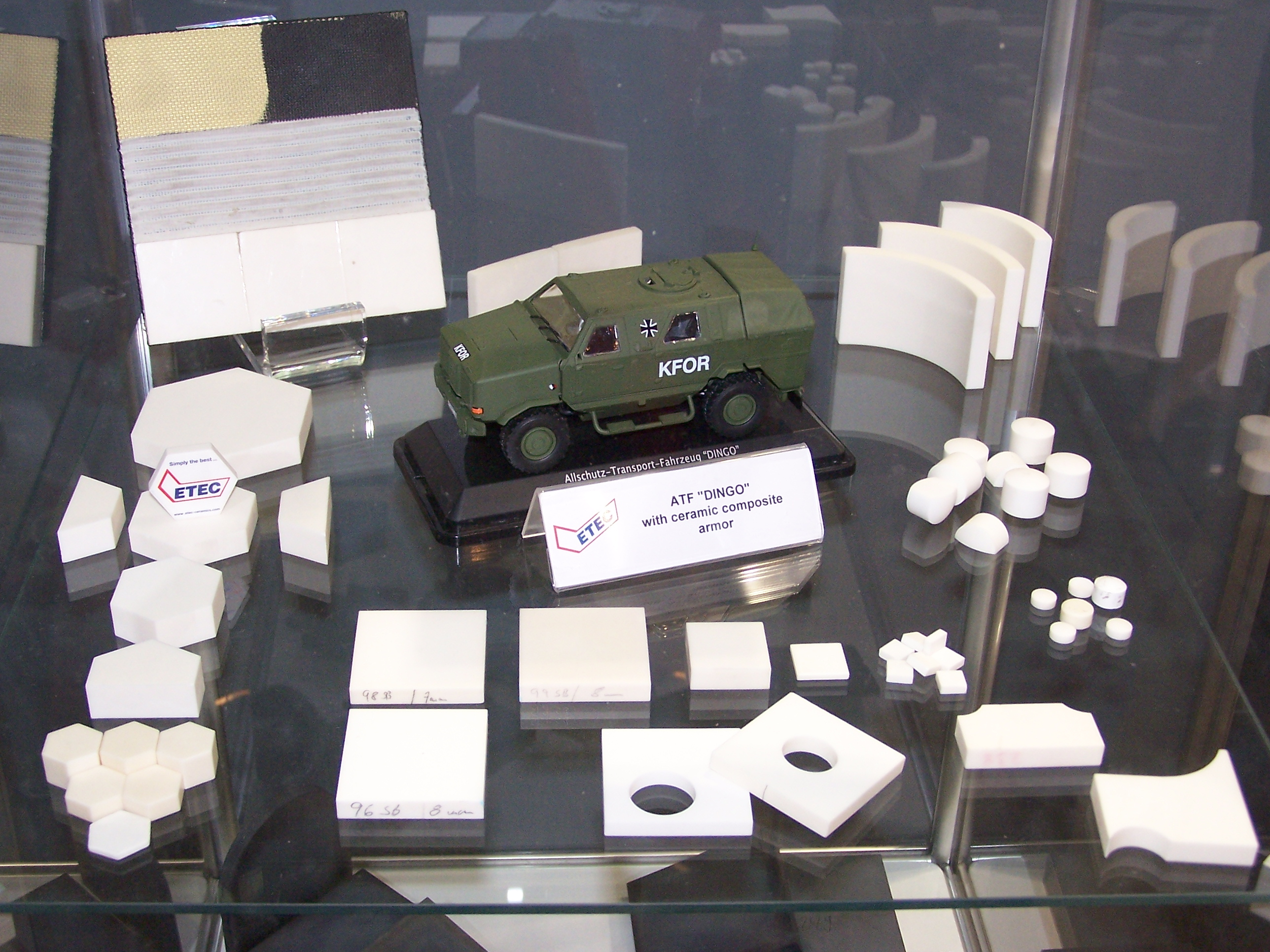
Керамические бронеэлементы из оксида алюминия комбинированной брони MEXAS light, установленной на бронеавтомобиле ATF Dingo (IDET 2007)

История развития брони и броневой защиты военной техники свидетельствует, что их эволюционирование происходит параллельно совершенствованию средств поражения вероятного противника. Подчиняясь этой общей закономерности, пути развития комбинированной брони определялись не только и не столько стремлением повышения её стойкости и снижения массы, сколько задаче экспериментальной отработки преград, рассчитанных на предпочтительное действие новых средств поражения. В наземной технике такие средства широко представлены боеприпасами (патронами) автоматического стрелкового оружия калибрами от 5,45 (5,56) мм до 14,5 мм, а также малокалиберных автоматических пушек с твердосплавными и тяжелосплавными бронебойными сердечниками. Возможности их срабатывания и разрушения при взаимодействии с керамическим слоем брони существенно отличаются от такового, характерного для сердечников из высокотвердой стали. По этой причине был расширен диапазон используемых керамических материалов, в частности за счет включения в него некоторых карбидов и боридов, в частности диборида титана.

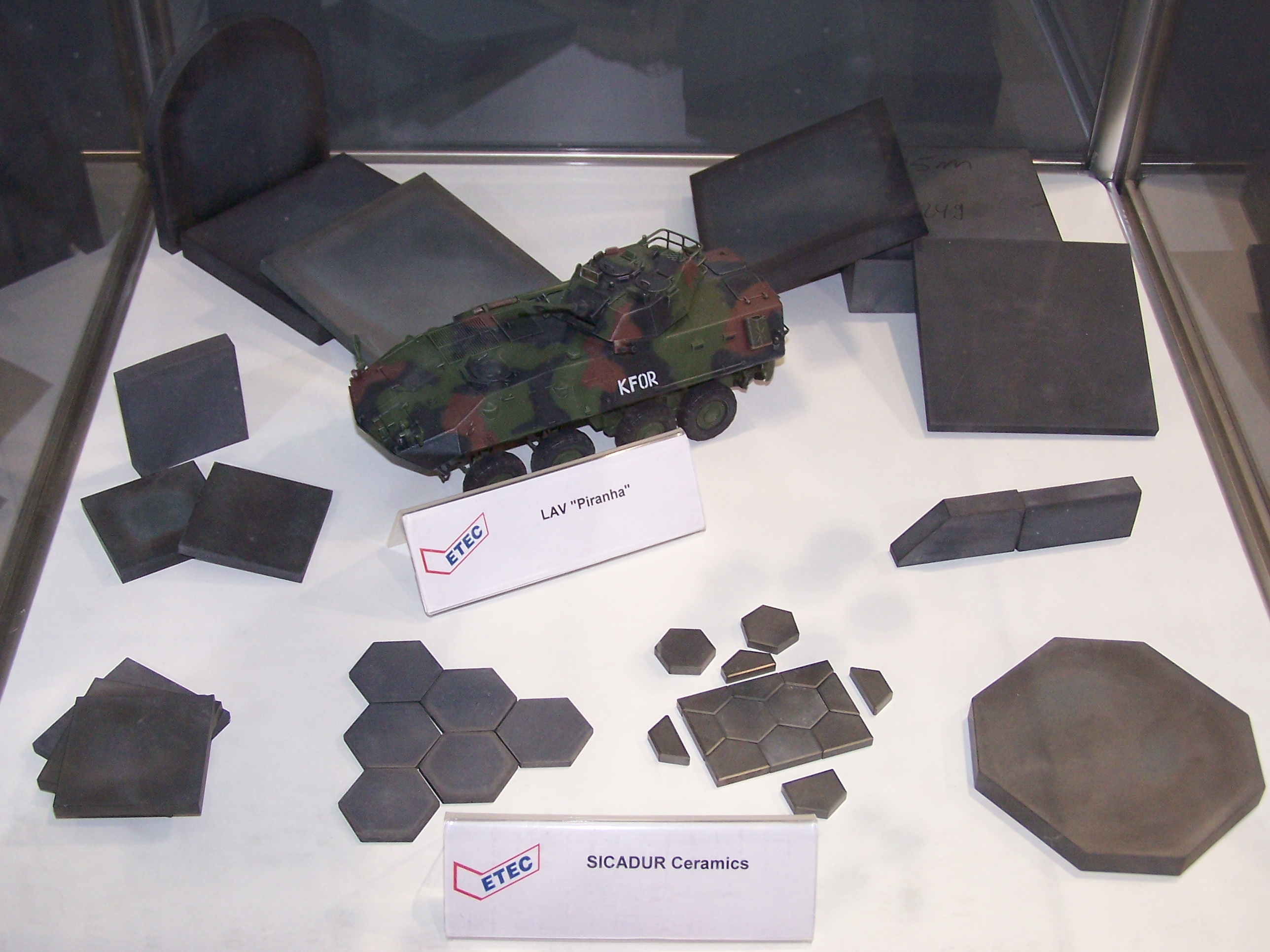
Керамические бронеэлементы из карбида кремния марки SICADUR для бронированных машин (IDET 2007), изготовитель компания CeramTec (ФРГ)

К 1994 году разработана и принята на вооружение противопульная и противоснарядная композитная броня с керамикой MEXAS немецкой фирмы IBD Deisenroth Engineering. Броня модульной конструкции используется в качестве навесной защиты на готовой конструкции бронированной машины из стали или алюминиевых сплавов. Конкретные состав и структура брони засекречены. Отмеченная практика распространяется на все разновидности комбинированной брони, предназначенной для защиты от бронебойных боеприпасов, калибром превышающим 12,7 мм.
Бронемодули Mexas использованы для повышения защищённости уже существующих боевых машин: основной танк Леопард 2 (Швеция Strv 122), Dingo ATF, разведывательный бронеавтомобиль Феннек, БМП ASCOD, БМП CV 9035 MKIII Дании, БТР Страйкер, Piranha IV, а также САУ PzH 2000. Позднее, начиная с 2005 года вместо бронемодулей Mexas были разработаны IBD, а также поставляются заказчикам модули усовершенствованной комбинированной брони AMAP (Advanced Modular Armour Protection).
Помимо компании IBD Deisenroth Engineering разработчиками и производителями бронемодулей пассивной защиты боевых бронированных машин (ББМ) лёгкой категории являются канадская компания DEW Engineering and Development (навесные модули многоцелевой ББМ «Страйкер» и её варианта — машины WCVD), и швейцарская компания RUAG Land Systems (комплекты бортовых модулей SidePro и модулей защиты горизонтальных проекций RoofPRO-P машины CV90).